# Eresk
Eresk (persiska: ارسک) är en ort i Iran.   Den ligger i provinsen Khorasan, i den östra delen av landet, 600 km öster om huvudstaden Teheran. Eresk ligger 1 127 meter över havet och antalet invånare är 2 657.
Terrängen runt Eresk är platt åt nordost, men åt sydväst är den kuperad.Runt Eresk är det mycket glesbefolkat, med 5 invånare per kvadratkilometer. Eresk är det största samhället i trakten. Trakten runt Eresk är ofruktbar med lite eller ingen växtlighet.